# Accident de la course aérienne de Reno
Le 16 septembre 2011 à 16 h 15 PST, un P-51 Mustang de course s'écrase au milieu des spectateurs, lors des Reno Air Races, tuant son pilote et dix personnes au sol, et blessant 69 autres personnes, dont 16 gravement. L'appareil s'appelait « The Galloping Ghost », et était piloté par James K. « Jimmy » Leeward, âgé de 74 ans.
C'est le troisième accident le plus meurtrier de l'histoire des meetings aériens aux États-Unis, après les accidents de Sacramento, en Californie (1972) et de Flagler, dans le Colorado (1951).

## L'accident
Leeward et son racer, un Mustang lourdement modifié pour les hautes performances, étaient en troisième position de la course et venaient juste de passer le pylône no 8, lorsque l'appareil se mit brutalement à remuer, à cabrer, puis à se retourner sur le dos et piquer vers le sol. L'appareil percuta le tarmac en face des tribunes, dans une zone contenant des spectateurs assis, et se désintégra sous la violence de l'impact. Sept personnes, parmi lesquelles le pilote, furent tuées sur le site du crash, et quatre autres décédèrent des suites un peu plus tard, à l'hôpital,. Les épreuves suivantes du week-end de la Reno Air Race furent toutes annulées.
Le jour suivant, le Conseil national de la sécurité des transports (NTSB), l'équivalent américain du BEA français, commença à étudier si une partie de la queue s'était détachée de l'appareil avant le crash. Une photographie prise juste avant l'impact montrait l'appareil en vol inversé et avec une partie du compensateur de la gouverne de profondeur gauche manquante,. 
Le 21 octobre 2011, les enquêteurs fédéraux et le NTSB affirmèrent qu'ils n'avaient rien trouvé d'utilisable parmi les débris de l'appareil leur permettant de lire une quelconque bande vidéo, même en partie (l'appareil embarquait bien une caméra, mais la violence de l'impact l'avait totalement détruite). Toutefois, ils étaient toujours en train de tenter de récupérer ce qui pouvait l'être d'une carte mémoire retrouvée dans les débris de l'avion et du décor, éparpillés sur une surface d'environ deux hectares, en plus d'une analyse minutieuse de plusieurs centaines de photos et vidéos amateurs fournies par les spectateurs présents lors de l'accident.
En 2012, le NTSB publia sept recommandations de sécurité, devant impérativement être appliquées pour les courses aériennes à suivre. Elles concernaient essentiellement la conception et l'agencement du tracé de la course, les inspections avant les épreuves, la validité des modifications appliquées aux appareils, la connaissance des recommandations de la Federal Aviation Administration (FAA), la tolérance aux G des pilotes et la sécurité du site où se produisent les événements,.

## L'avion
Le Mustang, nommé « The Galloping Ghost », était un ancien appareil militaire lourdement modifié, qui émergea en 2010 d'une longue période d'absence des courses, à la suite de la mise en place d'une très importante série d'améliorations majeures. Parmi ces dernières se trouvaient par exemple la suppression du carénage de radiateurs ventral et l'installation d'un système de refroidissement de type « boil-off » (par évaporation), ainsi que d'autres modifications visant, d'après le propriétaire, à rendre l'avion plus efficace. L'ancien no de série de l'US Army Air Force, « 44-15651 », était possédé par la société Aero Trans Corp. à Ocala, en Floride. Les ailes avaient également subi un raccourcissement extrême de six pieds (1,83 m), s'ajoutant à une précédente réduction d'envergure de quatre pieds (1,22 m), effectuée par l'un de ses anciens propriétaires.
L'avion possédait un passé glorieux en compétition, ayant été engagé aux National Air Races (courses nationales) de Cleveland de 1946 à 1949 et ayant eu de nombreux bons résultats. Il a été piloté par plusieurs pilotes différents et sous différents noms de baptêmes, parmi lesquels « Miss Candace », de 1969 à 1978, et « Jeannie », en 1981. Leeward décrivait les modifications effectuées comme étant « radicales », expliquant que son système de refroidissement d'huile était similaire à celui utilisé par la navette spatiale.

## Incidents précédents
Le 18 septembre 1970, l'avion (alors connu sous le nom de « Miss Candace » et portant le numéro « 69 ») fut victime d'une panne moteur pendant une démonstration à Reno et dut faire un atterrissage forcé le menant à une sortie de piste, avec quelques légères blessures pour son pilote, le Dr Cliff Cummins.
En 1998, un autre Mustang modifié, « Voodoo Chile », perdit le compensateur de profondeur gauche pendant les courses de Reno. Bob « Hurricane » Hannah, le pilote de l'appareil, rapporta alors que lorsque le compensateur avait cédé, l'avion s'était mis à cabrer violemment et lui avait fait subir une accélération supérieure à 10 g, entraînant une perte de connaissance. Quand il reprit connaissance, l'avion avait grimpé à plus de 9 000 pieds (~ 2 700 m). Par chance, Hannah parvint à récupérer l'appareil et à le poser en sécurité,.
Enfin, en 1999, un autre Mustang lourdement modifié, appelé « Miss Ashley II » et piloté par Gary Levitz, fut victime d'un phénomène de battement au niveau des palonniers, pendant l'une des courses Unlimited de Reno. La structure se brisa et Levitz fut tué,.

## Résultats de l'enquête

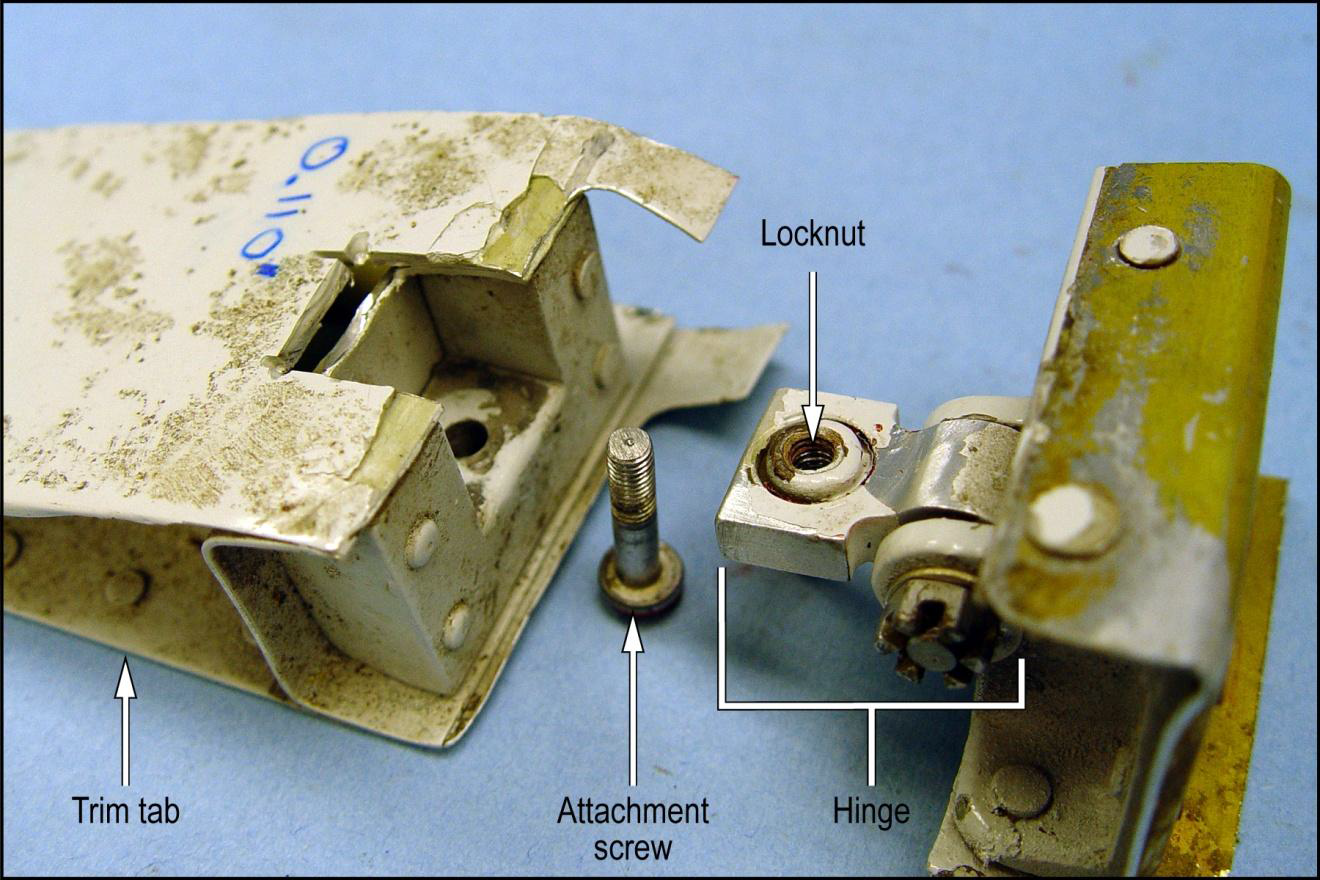
La vis du compensateur du P-51.

Le NTSB examina avec minutie la longue liste de modifications appliquées à l'avion. Ces dernières avaient rendu l'appareil plus léger et avaient fortement diminué sa traînée, mais avaient également fortement diminué sa stabilité. Pendant la course, Leeward avait amené le Mustang à une vitesse de 530 mph (850 km/h), soit près de 40 mph (65 km/h) plus vite que ce qu'il avait fait jusqu'alors. Il y avait également des contraintes énormes appliquées à la structure, démontrées par l'apparition d'un phénomène de déformation du fuselage, juste derrière les ailes, et l'apparition d'écarts entre le fuselage et la verrière pendant le vol (clairement visibles sur les photographies en haute résolution prises par les spectateurs).
Pourtant, la conclusion du rapport d'enquête, publiée en août 2012, détermina que la cause probable du crash était la réutilisation d'écrous de verrouillage à usage unique dans le système du compensateur gauche. Leur réutilisation au-delà de leur durée de vie prévue par le constructeur (en plus du fait qu'ils étaient normalement non réutilisables), fit que leurs propriétés auto-serrantes étaient diminuées, et ils finirent par se desserrer pendant le vol, en raison de l'importante quantité de vibrations auxquelles était soumise la structure de l'avion. Cela mena à la fatigue et à la fragilisation d'une des vis de fixation du compensateur, qui céda et permit à ce dernier de se mettre à battre dans le vent relatif (un peu comme un drapeau flottant et claquant dans le vent). Ce battement finit par avoir raison du support tout entier et le compensateur s'arracha de la queue de l'avion. 
D'autres modifications non éprouvées ou testées, et totalement dépourvues de documentation, avaient également participé à l'accident, en particulier le remplacement du compensateur droit par une pièce fixe, ne remplissant plus du tout cette fonction. Si les deux compensateurs avaient été effectivement présents et opérationnels, il est fort probable que la perte de l'un d'entre eux n'aurait cependant pas entraîné la perte de contrôle de l'avion. Au moment où le compensateur a cédé, Leeward a été exposé à des forces d'accélération extrêmes, avec un pic à 17,4 g, ce qui le plongea presque instantanément dans le coma et lui ôta toute chance de pouvoir rattraper l'avion.
En 2012, le NTSB a publié sept recommandations de sécurité à appliquer aux futures courses aériennes. Celles-ci comprenaient la conception et l'aménagement des parcours plus éloignés des tribunes des spectateurs, les inspections avant la course, la navigabilité des avions ayant subi des modifications, les directives de la FAA, la sensibilisation des pilotes aux risques liés à la force g et la sécurité sur la piste. 

## Médias
L'accident a fait l'objet d'un épisode dans la série télé Air Crash nommé « Course contre la mort » (saison 19 - épisode 2).